# Яциняк Василь Ількович
Васи́ль І́лькович Яциня́к (нар. 30 травня 1952, с. Княжолука) — український хоровий диригент. Кавалер ордена князя Ярослава Мудрого V ступеня (2018).

## Життєпис
Народився 1952 року в селі Княжолука Долинського району Івано-Франківської області. Закінчив княжолуцьку восьмирічну школу; вступив до Львівського музичного училища, яке закінчив 1971 року.
У 1971—1972 роках працював викладачем музичної школи села Вигода Долинського району Івано-Франківської області. 1972 року вступив до Львівської державної консерваторії ім. М. Лисенка, яку закінчив у 1977 році, здобув спеціальність «хорове диригування».
Від 1978 року працював хормейстером-диригентом заслуженої хорової капели «Трембіта». З 1988 року до 1990 року був головним диригентом та художнім керівником капели «Трембіта».
1990 року розпочав викладацьку діяльність у Львівському музичному училищі.
У 2002 році створив і став директором — художнім керівником Галицького академічного камерного хору. З 2003-го і надалі є хормейстером K&K Opernchor, сучасна назва — «Український національний хор Львів», заснований австрійським диригентом та композитором Маттіасом Георгом Кендлінгером.
У 2012 році призначений професором Львівського національного університету імені Івана Франка — викладає хорове диригування на факультеті культури та мистецтв.

## Нагороди
- Орден князя Ярослава Мудрого V ступеня (27 червня 2018) — за значний особистий внесок у державне будівництво, соціально-економічний, науково-технічний, культурно-освітній розвиток України, вагомі трудові здобутки та високий професіоналізм[1]